# Coxapopha yuyapichis
Coxapopha yuyapichis är en spindelart som beskrevs av Ott och Antonio D. Brescovit 2004. Coxapopha yuyapichis ingår i släktet Coxapopha och familjen dansspindlar.
Artens utbredningsområde är Peru. Inga underarter finns listade i Catalogue of Life.